# 梶原康弘
梶原 康弘（かじわら やすひろ、1956年10月14日 - ）は、日本の政治家。元衆議院議員（2期）。
父は元参議院議員の梶原清。

## 概要
兵庫県多紀郡（現丹波篠山市）出身。東京都立豊多摩高等学校を経て、早稲田大学第一文学部卒業後、10年間参議院議員の秘書を経験。その後、電器機械器具製造会社の経営に携わる。1990年、第39回衆議院議員総選挙に無所属で旧兵庫5区から立候補するも落選。また、1996年の第41回衆議院議員総選挙に新進党公認で比例近畿ブロックに立候補するも落選した。2000年の第42回衆議院議員総選挙では自由党公認で兵庫5区から立候補するも落選。2003年の第43回衆議院議員総選挙で兵庫5区から民主党公認で立候補し、小選挙区では自由民主党の谷公一に敗れるが、比例近畿ブロックで復活し初当選。
2005年の第44回衆議院議員総選挙では再び谷に敗れ、比例復活もならず落選。
2009年の第45回衆議院議員総選挙では谷を破り国政に復帰（谷も比例復活）。党内では一新会（小沢グループ）に所属していたが、2011年に素交会（鹿野グループ）の立ち上げに参加した。
2012年の消費増税をめぐる政局では、6月26日の衆議院本会議で行われた消費増税法案の採決で、党の賛成方針に反して棄権した。民主党は7月3日の常任幹事会で厳重注意処分とする方針を決定し、7月9日の常任幹事会で正式決定した。
2012年10月、第3次野田改造内閣で農林水産大臣政務官に就任。同年12月の第46回衆議院議員総選挙では前回下した谷に敗れ、比例復活もならず落選。
2013年12月、兵庫5区公認内定者に選ばれる。ところが、衆議院が解散した2014年11月21日に岡田克也代表代行から公認取り消しを告げられる。民主党本部主導で全国的に進める維新の党との選挙協力の一環で、同党は維新の党の三木圭恵に候補をしぼることとなった。
2014年の第47回衆議院議員総選挙には比例近畿ブロック単独23位で立候補。同選挙では兵庫県内各地で野党連携が進んでおらず、選挙期間中、梶原も新聞の取材に対し「維新の橋下徹共同代表は民主批判を繰り返している。こちらから三木氏の応援はしないし、党本部からも指示は受けていない」と答えた。投開票の結果、落選。
2017年の第48回衆議院議員総選挙に兵庫5区から希望の党公認で立候補した。投開票の結果、落選。2018年末から無所属で政治活動を再開。
2019年5月21日の立憲民主党常任幹事会で、同党の兵庫5区総支部長に選任された。
2020年9月に結成された新たな立憲民主党に引き続き参加し、2021年10月31日の第49回衆議院議員総選挙に臨んだが3位で落選し、比例復活も及ばず落選。

## 不祥事
- JR福知山線脱線事故直後の2005年4月25日夜、JR西日本の車掌らが開いた宴会に招かれ、一次会が終わるまで参加していたことが5月8日判明した。取材に対し梶原は「会場に着くまで大事故とは知らなかった。こういう時に宴会をやるのかという思いはあったが、JRの公的な会合ではなく、私的な会合と聞いていたので参加した」と説明。「地元で多くの犠牲者が出ていた日にJR社員らと酒を飲んでいたことは、遺族感情を考慮すると、国会議員として結果的に軽率だった」と答えている[19]。

## 主張
- 在日外国人に対する参政権については「長年、日本に住み、納税の義務を果たし、地域住民との協力関係を構築してきた永住外国人たちは多い。国政への参政権は、国籍取得が条件だと思うが、地方参政権については一定の枠で認めてよいのでは」と述べている[20]。

## 人物
- 家族は、妻、娘二人。 趣味は、旅行、映画鑑賞[21]。